# 신치 로카

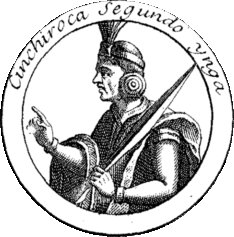
신치 로카

신치 로카(스페인어: Sinchi Roca)는 쿠스코 왕국의 두 번째 사파 잉카이자 후린 반족의 일원이었다.

## 가족
신치 로카는 초대 사파 잉카이었던 망코 카팍의 아들이고, 로퀘 유팡키의 아버지이다. 그의 어머니는 마마 오쿨루였고, 그의 아내는 마마 쿠라였다. 

## 통치
쿠스코 왕국은 나중에 타완틴수유 제국, 더 나아가 잉카 제국으로 남아메리카를 통치하는 강력한 제국으로 부상하지만, 이 당시의 왕국은 쿠스코 계곡 일부를 지배하는 약한 나라였을 따름이었다. 신치 로카는 그의 부락을 쿠스코 계곡으로 이끌었고, 그들을 보살피기 위해 최선을 다했다. 그는 또한 계급을 나타내기 위하여, 왕국의 모든 귀족들에게 귀를 뚫어 귀걸이를 매달라고 명령한 사람이었다.
16세기에 스페인 작가들이 기록한 바에 따르면, 신치 로카는 처음으로 '마스카파이차'라고 불리는 독특한 모양의 왕관을 사용한 사람이기도 하다. 이 마스카파이차는 금빛 원통에 붉은색 술을 달아서 이마 앞에 늘어뜨린 구조로, 나중에는 잉카 황제들의 강력한 신성과 권력을 상징하는 물건이 되었다. 술 장식 위에는 두세개의 검은색과 흰색 깃털을 달았고, 머리에 고급 천을 감아 깃털이 빠져나가지 않게 보호했다.
이 마스카파이차는 잉카 황제들의 상징이었고, '마스카파이차를 갖는다', 혹은 '깃털을 요구하다'는 잉카 사회에서 왕권을 요구한다는 것과 같은 뜻으로 통할 정도였다. 황제들의 대관식 때에는 최고 신관들이 직접 황제의 머리 위에 이 관을 씌워주었다고 한다.

## 같이 보기
- 잉카 문명
- 사파 잉카